# Pulau Hiri
Pulau Hiri är en ö i Indonesien.   Den ligger i provinsen Maluku Utara, i den nordöstra delen av landet, 2 400 km öster om huvudstaden Jakarta. Arean är 7,0 kvadratkilometer.